# Paratrechina vaga
Paratrechina vaga är en myrart som först beskrevs av Auguste-Henri Forel 1901.  Paratrechina vaga ingår i släktet Paratrechina och familjen myror. Inga underarter finns listade i Catalogue of Life.

## Bildgalleri

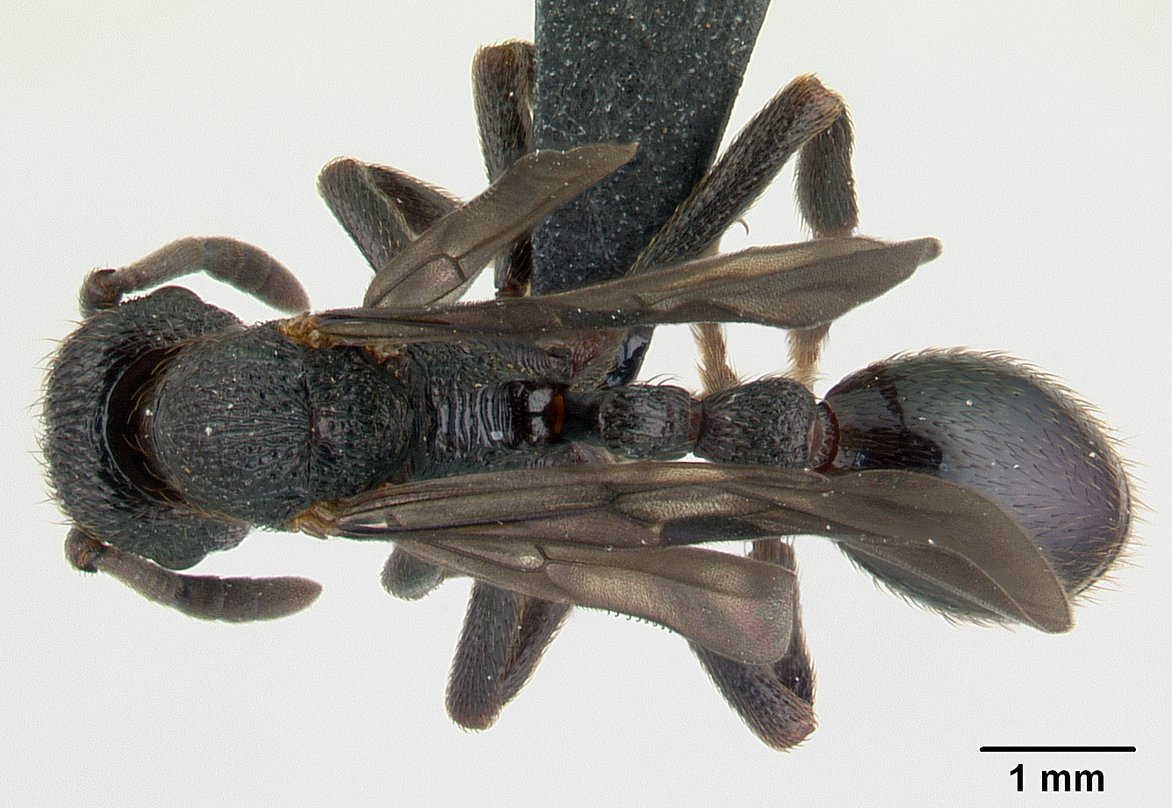
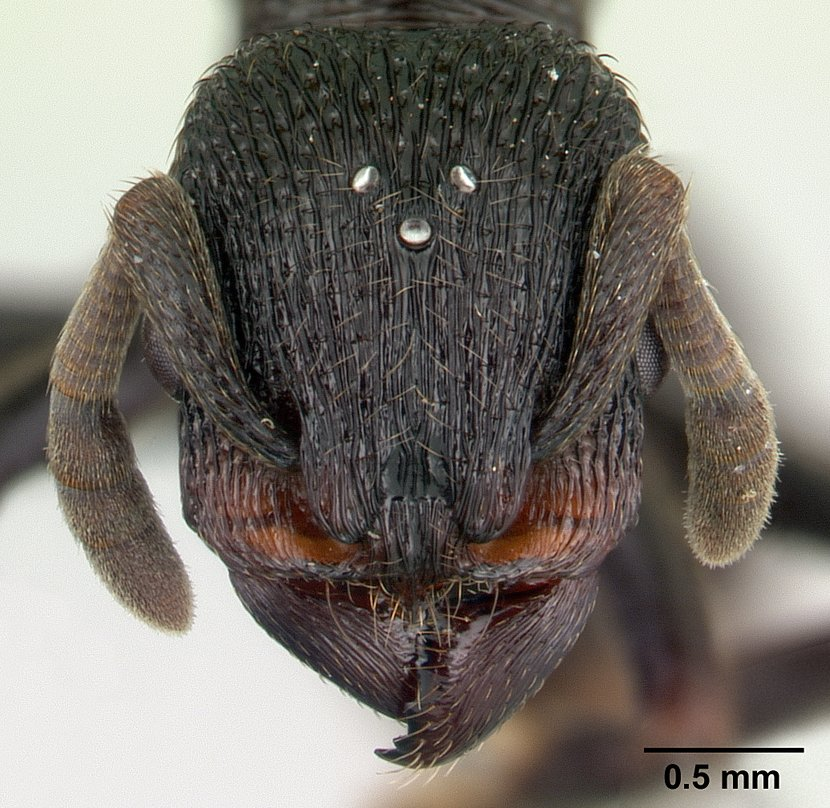
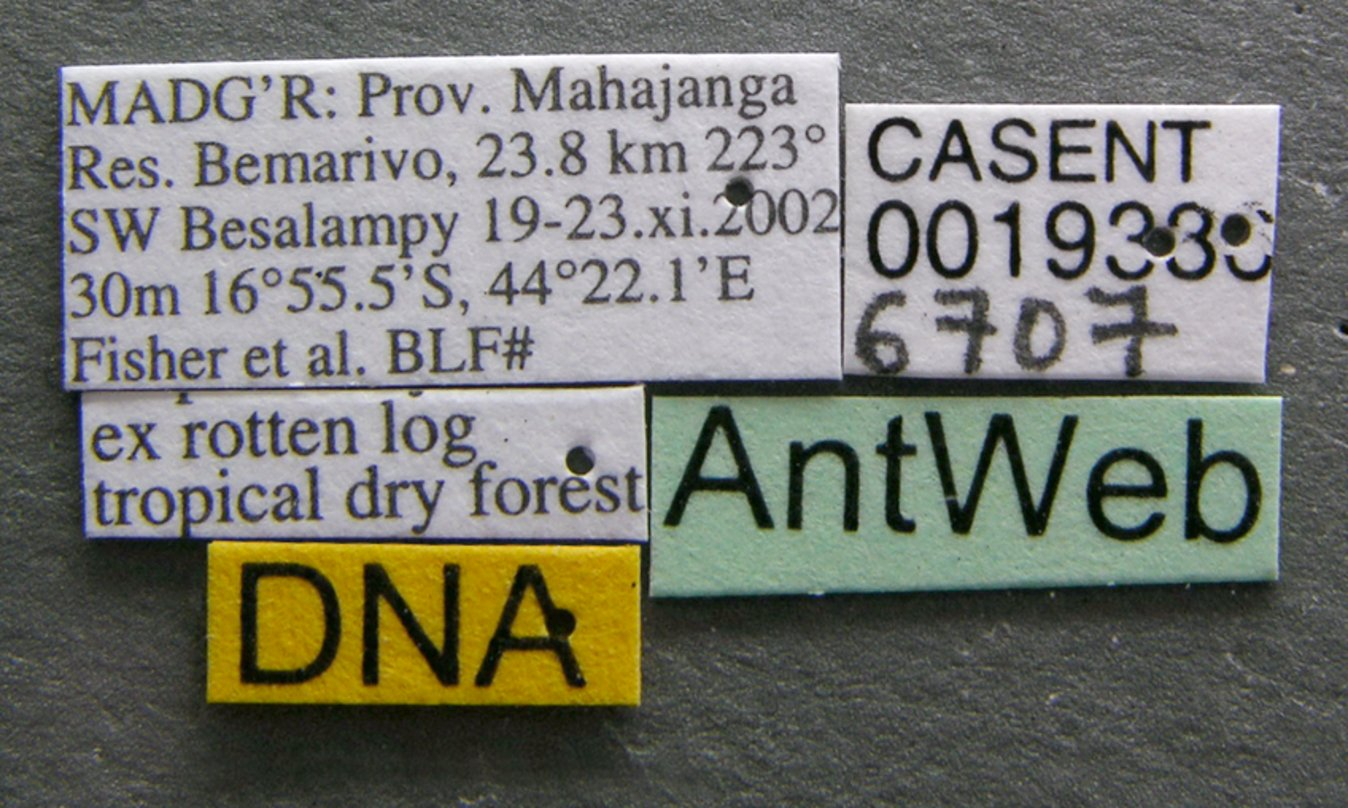
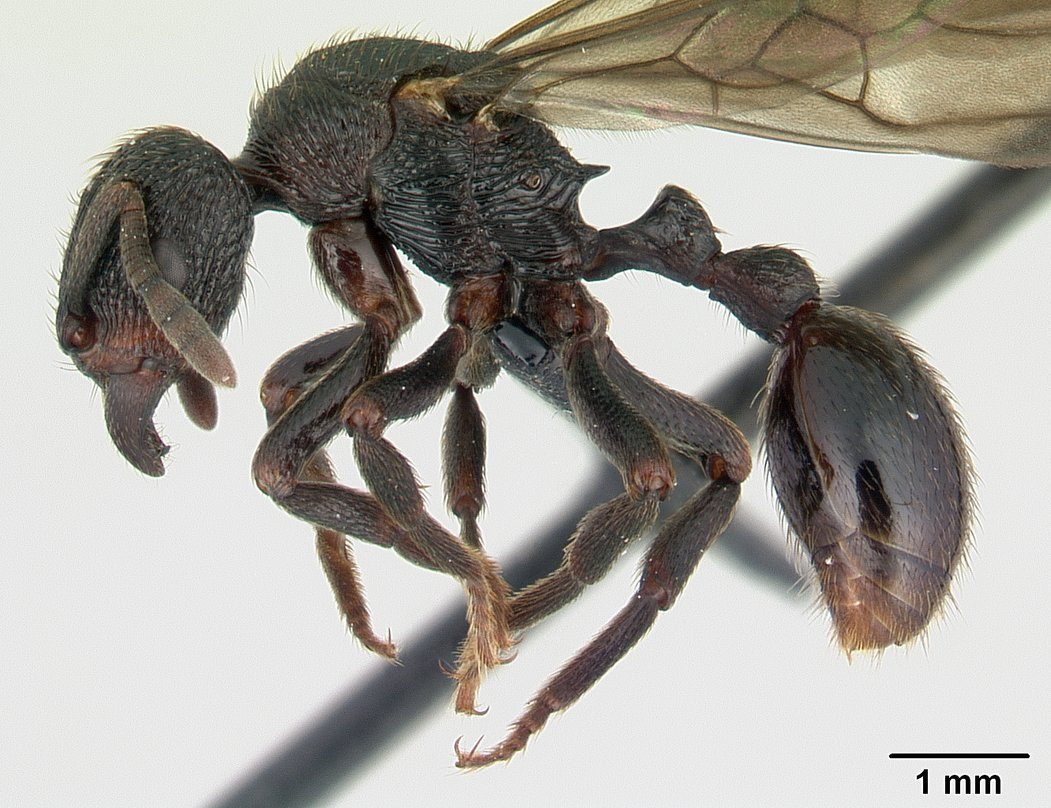
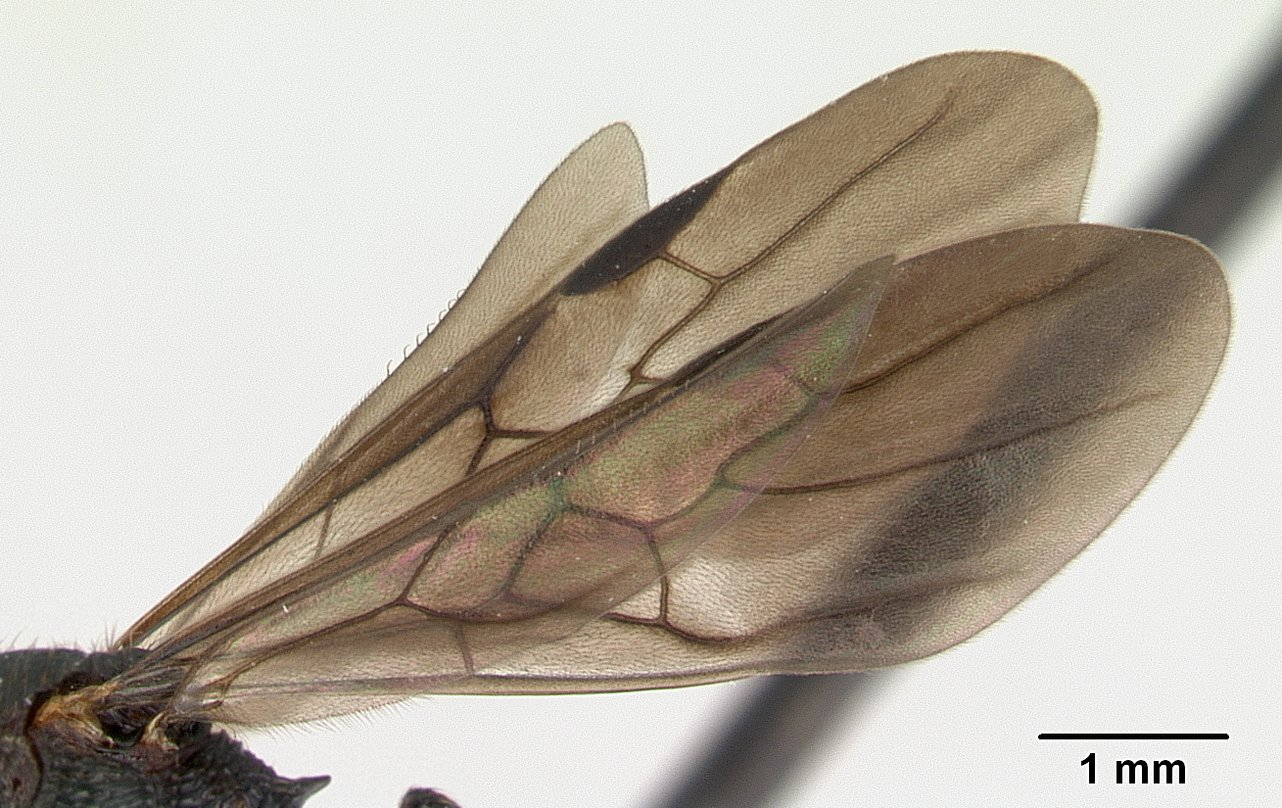
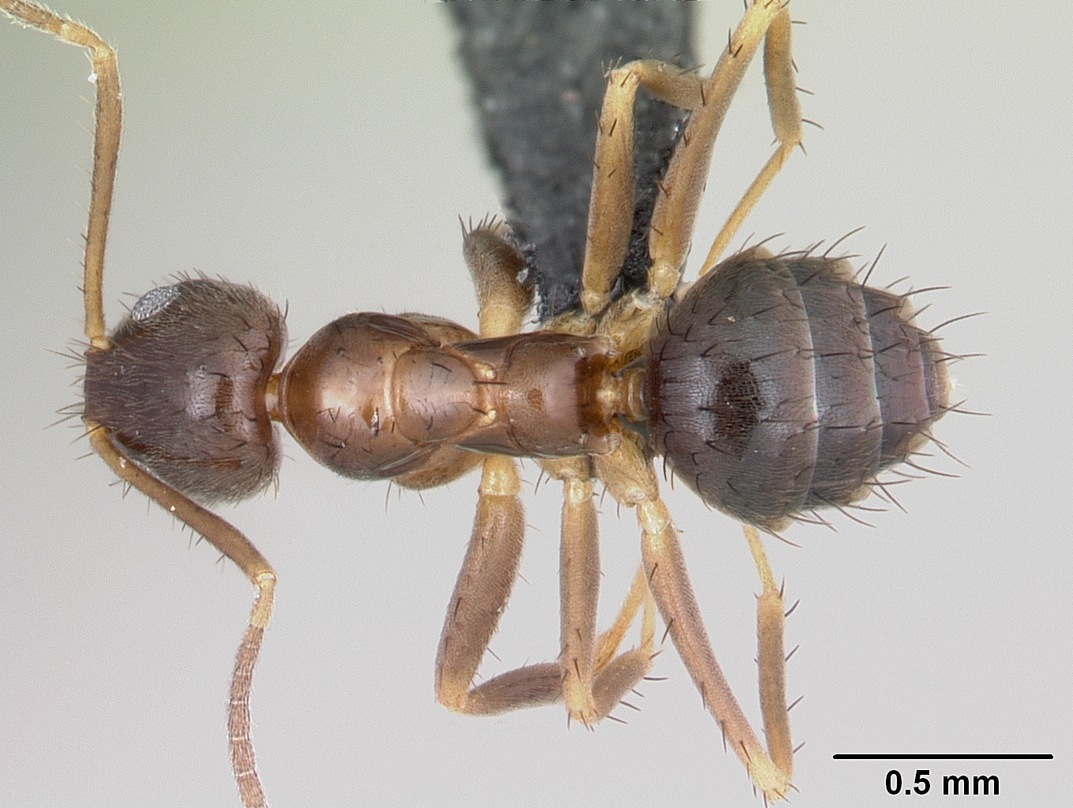